# Hrabstwo Pendleton (Wirginia Zachodnia)

Piramida wieku hrabstwa

Hrabstwo Pendleton (ang. Pendleton County) – hrabstwo w amerykańskim stanie Wirginia Zachodnia. Zajmuje powierzchnię 1 808,20 km² i według szacunków United States Census Bureau w 2006 roku liczyło 7679 mieszkańców. Siedzibą hrabstwa jest miejscowość Franklin.

## Geografia

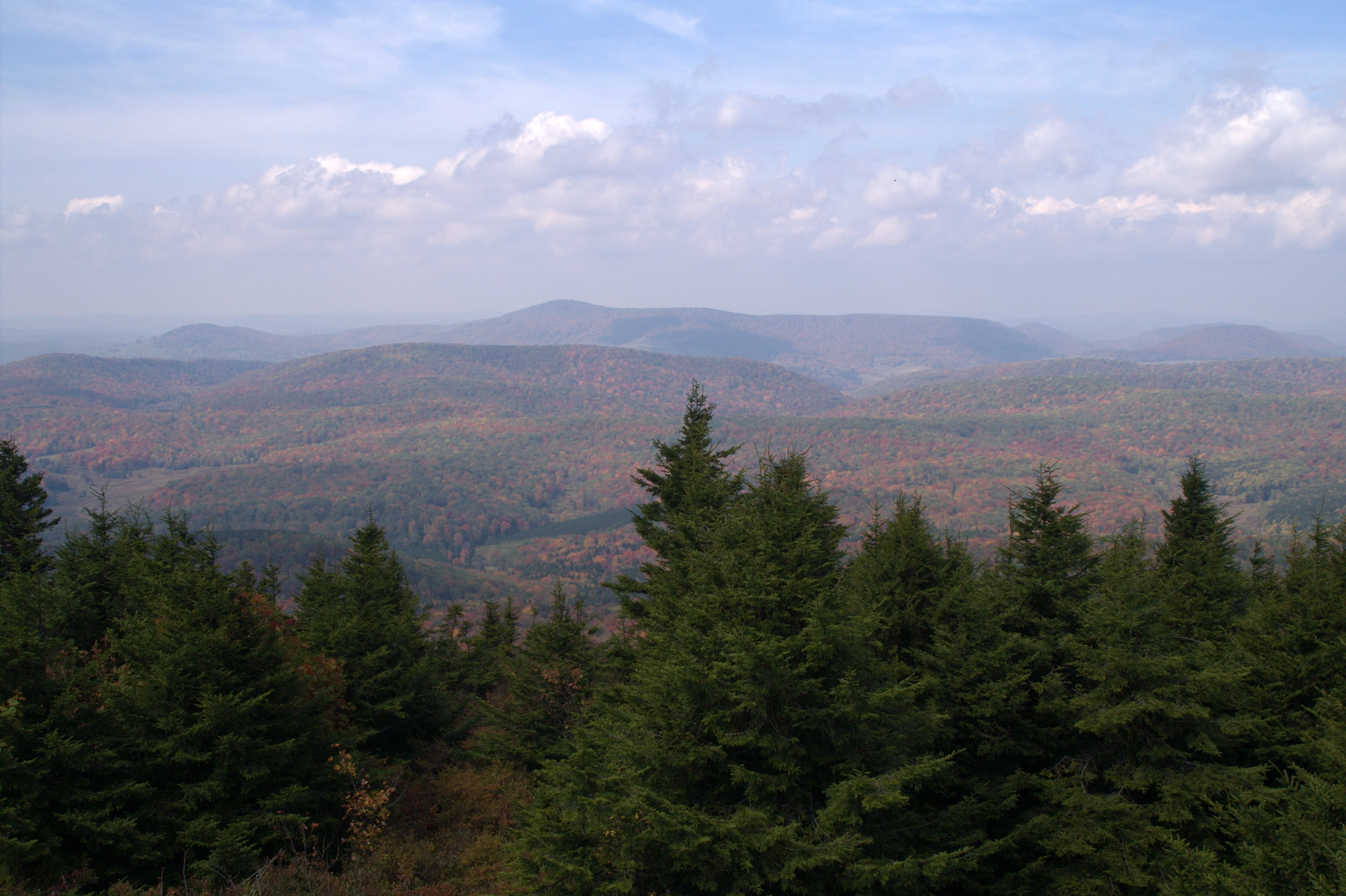
Widok ze Spruce Knob

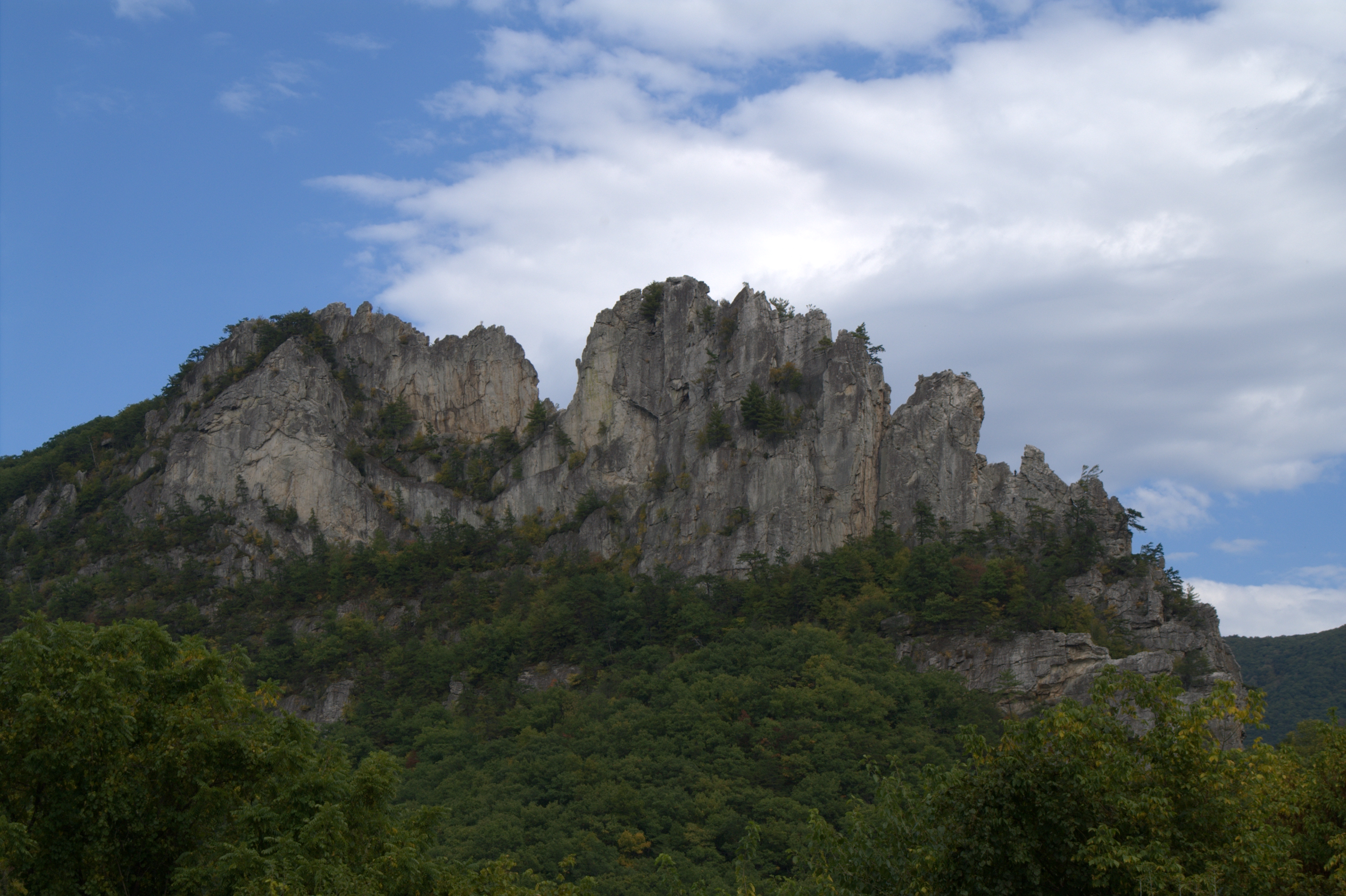
Seneca Rocks

Hrabstwo zajmuje powierzchnię całkowitą 1 808,20 km², z czego 1 807,48 km² to powierzchnia lądowa, a 0,73 km²  (0,0%) to powierzchnia wodna.
W hrabstwie Pendleton znajduje się wierzchołek Spruce Knob, najwyżej położone miejsce w Wirginii Zachodniej o wysokości 1482 m n.p.m., a także Seneca Rocks, popularne miejsce wspinaczkowe.

### Miasta
- Franklin

### CDP
- Brandywine